# なかよし (テレビドラマ)
『なかよし』は、1967年12月5日から1968年3月26日までフジテレビ系列で放送されていたフジテレビ製作のテレビドラマである。三菱鉛筆の一社提供。全16回。放送時間は毎週火曜 21:00 - 21:30 （日本標準時）。

## 概要
輝子、靖江、はるみ、慎治の4人の青春物語を主体とする連続ドラマシリーズ。
1966年に同系列局で放送されていた『若者たち』から引き続き、佐藤オリエと山本圭と松山省二（後の松山政路）の3人が出演していた。また、同作品の演出を手掛けていた森川時久も本作のクレジットに名を連ねている。

## 出演者
- 大杉輝子：倍賞千恵子
- 篠原靖江：栗原小巻
- 篠原はるみ（靖江の妹）：佐藤オリエ
- 寺山慎治：山本圭
- 寺山雄治（慎治の弟）：松山省二
- 照代：中村たつ
- 功平：東野孝彦
- 輝子の父：三島雅夫
- トミ子（輝子の母）：矢吹寿子
- 杉山とく子
- 中吉卓郎
- ほか

## スタッフ
- 脚本：山内久
- 演出：森川時久
- 制作：フジテレビ

## 主題歌
「誰かが呼んでいる」
作詞：立原りゅう / 作曲：佐藤勝 / 歌：倍賞千恵子